# Зеленортски ескудо
Зеленортски ескудо је званична валута на Зеленортским Острвима. Скраћеница тј. симбол за ескудо је {\displaystyle \mathrm {S} \!\!\!\Vert } а међународни код CVE. Због компликованости знака „cifrão“ често се користи симбол за долар који има једну црту $. Ескудо издаје Банка Зеленортских Острва. У 2007. години инфлација је износила 4,4%. Један ескудо састоји се од 100 центавоа.
Уведен је 1914. када је заменио зеленортски реал.
Постоје новчанице у износима од 200, 500, 1000, 2000, 2500 и 5000 ескудоа и кованице од 1, 5, 10, 20, 50 и 100 ескудоа.